# Sebastian und die Feuerretter
Sebastian und die Feuerretter (Originaltitel: Belle et Sébastien: l’aventure continue) ist ein französisches Filmdrama von Christian Duguay aus dem Jahr 2015. Es ist die Fortsetzung von Belle & Sebastian und spielt etwa zwei Jahre später.

## Handlung
Im September 1945 warten Sebastian und César in Saint Martin auf die Rückkehr von Angelina, die die letzten Kriegsjahre in England verbracht hat. Doch stattdessen erreicht sie die Nachricht, dass das Flugzeug an der italienischen Grenze mit Motorschaden verunglückt und vollkommen ausgebrannt ist, es gibt keine Hoffnung auf Überlebende.
César ist überzeugt davon, dass man nicht richtig gesucht hat, und möchte sich den Unglücksort mit Sebastian selbst ansehen. Dazu benötigen sie allerdings Hilfe von Sebastians mutmaßlichem Vater, einem nicht weit entfernt lebenden Piloten namens Pierre Marceau. Der Name steht auf einem Medaillon, das Sebastians Mutter Lisa bei sich trug und César seitdem aufbewahrt hat. César hält nichts von Pierre, der doch Lisa hochschwanger im Gebirge alleingelassen hat. Pierre andererseits weiß nichts von Sebastian, und sie vereinbaren, ihm erst einmal nichts davon zu sagen.
Pierre zeigt sich sehr abweisend. Nur widerwillig nimmt er von César Geld an für einen Erkundungsflug über dem Absturzgelände, weigert sich jedoch, die beiden mitzunehmen, und startet wenig später allein. Zu spät fällt César auf, dass sich Sebastian mit Belle im Flugzeug versteckt hat.
Als Pierre an der Unglücksstelle das ausgebrannte Wrack und den lodernden Flächenbrand sieht, hält er jede weitere Suche für sinnlos und will umkehren. Da sieht Sebastian orangefarbenen Rauch aus einem höher gelegenen Felskamin aufsteigen, der nicht von diesem Feuer stammen kann. Er ist überzeugt, dass das ein Signal Angelinas war, und fleht Pierre an, sie dort zu suchen. Nachdem Pierre sich nicht erweichen lässt, greift Sebastian in seiner Verzweiflung ins Steuer. Das folgende Handgemenge führt zu einer Bruchlandung am Ufer eines Sees. Davon erfahren César und Pierres Mechaniker per Funk bruchstückhaft nur so viel, dass César sich zu Fuß dorthin auf den Weg macht und den Mechaniker mitnimmt – es seien doch höchstens drei Tagemärsche. Sie laufen Tag und Nacht.
Da Pierre vor allem das Flugzeug wieder flott machen will, macht sich Sebastian mit Belle auf eigene Faust auf den Weg ins Gebirge zu der Felsspalte. Als sie abends nicht zurückkommen, läuft Pierre ihnen nach und holt sie ein. Er hat Respekt vor Sebastians Mut und Entschlossenheit bekommen und bietet ihm an, gemeinsam bis zur Felsspalte zu laufen, aber nicht weiter. Sebastian geht darauf ein. Später erkennt Pierre das Medaillon wieder, das Sebastian um den Hals trägt, und erfährt, dass dieser es von seiner Mutter bekommen hat. Ihm dämmert, dass Sebastian sein Sohn sein könnte, er wird dadurch jedoch eher unsicher und findet lange keinen Zugang zu diesem ungewöhnlich eigensinnigen und selbständigen Jungen.
Am nächsten Tag vertreibt Belle einen Braunbären, vor dem sich ein Junge auf einem Baum in Sicherheit gebracht hat. Er stellt sich ihnen als Gabriele vor und gehört zu einem fahrenden Holzfällertrupp. Tatsächlich ist es ein Mädchen namens Gabriella, die unter Holzfällern jedoch als Junge gelten will. Gemeinsam erreichen sie das Holzfällerlager, in dem sich auch Feuerwehr und Rettungsdienst eingerichtet haben. Angelina ist nicht unter den dort versorgten Verletzten. Andererseits wird Sebastian von Pierre nun gewaltsam am Weitersuchen gehindert, da das Feuer zu nah und die Situation damit sehr gefährlich ist.
In der nächsten Nacht machen sich Sebastian und Gabriele heimlich mit Belle auf den Weg zur Felsspalte. Da sie nicht wissen, dass der Wind gedreht hat, werden sie vom Feuer eingeschlossen, aber von Pierre, der ihnen nachgelaufen ist, gerettet. Gemeinsam gelangen sie an die Felsspalte und stehen darin bald vor einem Abgrund. Sebastian lässt sich abseilen und findet Angelina, am Ende ihrer Kräfte, aber noch lebend. Während ihrer Rettung erreicht der Waldbrand die Spalte, Rauch und Flammen schlagen hinein. Mit Belles Hilfe finden sie einen zweiten Ausgang und entkommen knapp dem Feuer.
Die Holzfäller helfen bei der Flugzeugreparatur. Erst kurz nach dem Abflug erreichen César und der Mechaniker den Ort der Bruchlandung und müssen damit auch den Rückweg zu Fuß vornehmen.
Nach dem letzten Teil des Abenteuers wird Pierre von Sebastian als Vater akzeptiert. Wieder in Saint Martin führt er ihn zu Lisas Grab an der kleinen Berghütte. Pierre hat Sebastian schon im Holzfällerlager erzählt, dass er Lisa keineswegs im Stich gelassen hat. Als Roma durfte sie keine Beziehung mit einem Franzosen haben, sie mussten sich geheim treffen, bis ihre Familie eines Tages weiterzog und Lisa für Pierre trotz langer Suche unauffindbar blieb. Von ihrer Schwangerschaft wusste er nichts. Als Angelina dazukommt, lässt Sebastian die beiden allein.

## Fortsetzung
2017 folgte mit Belle & Sebastian – Freunde fürs Leben eine Fortsetzung.